# Atherigona punctata
Atherigona punctata är en tvåvingeart som beskrevs av Karl 1940. Atherigona punctata ingår i släktet Atherigona och familjen husflugor. Inga underarter finns listade i Catalogue of Life.